# Scott Walker (hudebník)
Scott Walker, rodným jménem Noel Scott Engel (9. ledna 1943 Hamilton, Ohio, Spojené státy americké – 22. března 2019, Londýn, Spojené království byl americký zpěvák, hudebník (multiinstrumentalista), hudební producent a skladatel.
Narodil se v Hamiltonu ve státě Ohio a rodina se často stěhovala. Později byl zpěvákem a baskytaristou skupiny The Walker Brothers (zde začal používat příjmení Walker). V roce 1967 vydal své první sólové album nazvané Scott a následovala řada dalších. Všechna svá alba vydal pod jménem Scott Walker, avšak v roce 1969 se u své čtvrté sólové desky Scott 4 vrátil k rodnému jménu. V roce 2014 vydal album Soused ve spolupráci se skupinou Sunn O))).

## Diskografie
- Scott (1967)
- Scott 2 (1968)
- Scott 3 (1969)
- Scott: Scott Walker Sings Songs from his TV Series (1969)
- Scott 4 (1969)
- 'Til the Band Comes In (1970)
- The Moviegoer (1972)
- Any Day Now (1973)
- Stretch (1973)
- We Had It All (1974)
- Climate of Hunter (1984)
- Tilt (1995)
- The Drift (2006)
- Bish Bosch (2012)
- Soused (2014)